# سفارة المكسيك في المملكة المتحدة
سفارة المكسيك في المملكة المتحدة هي أرفع تمثيل دبلوماسي لدولة المكسيك لدى المملكة المتحدة. تقع السفارة في مي فير وهي تهدف لتعزيز المصالح المكسيكية في المملكة المتحدة.

## وصلات خارجية
- قائمة سفارات المكسيك
- قائمة السفارات في المملكة المتحدة